# Catalina Bárcena
Catalina de la Cotera París Bárcena (Cienfuegos, 10 de diciembre de 1888-Madrid, 3 de agosto de 1978) fue una actriz española de teatro y cine. Se la ha considerado, junto a Margarita Xirgu y María Guerrero, una de las tres grandes actrices de la época.  Junto con Gregorio Martínez Sierra trabajó en la creación del Teatro de Arte, además de otras compañías. Catalina fue la primera actriz internacional en interpretar una película en castellano en Hollywood.

## Biografía
Nacida el 10 de diciembre de 1888 en la isla de Cuba y bautizada con el nombre de Catalina Julia María de la Paz de la Cotera y París de Bárcena, era hija de cántabros. En 1900, siendo niña, se trasladó a España para vivir en Lebeña, localidad situada en la comarca de la que procedían sus padres, Liébana.
Se instalaron luego en Madrid, donde mediante contactos familiares consiguió debutar en el teatro junto a la Compañía de María Guerrero, con la que llegaría a estrenar, entre otras obras, El genio alegre (1906) y Amores y amoríos (1908), ambas de los Hermanos Álvarez Quintero, La araña (1908), de Ángel Guimerá, Las hijas del Cid (1908), Doña María la Brava (1909) y En Flandes se ha puesto el sol (1910), las tres últimas de Eduardo Marquina y La fuente amarga (1910), de Manuel Linares Rivas. 

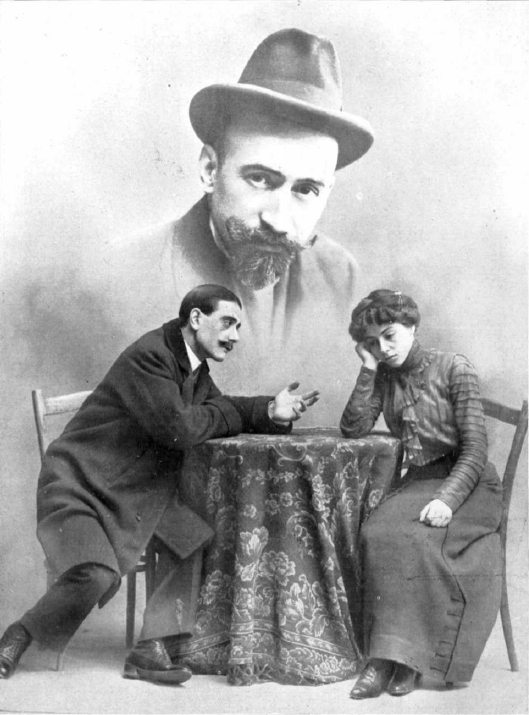
La actriz, junto a Alfonso Muñoz en una escena de La losa de los sueños, de Benavente. Composición de Diego Calvache.

 Durante su estancia en la compañía tuvo una relación con el también actor de la compañía Ricardo Vargas. Se casaron en noviembre de 1909 y en octubre de 1910 nació su primer hijo, Fernando.
Tras el éxito de La losa de los sueños (1911), de Jacinto Benavente y Flor de los pazos, (1912), de Linares Rivas, triunfó sobre todo en el Teatro Eslava de Madrid a partir de 1916, donde estrenó, entre otras, No te ofendas, Beatriz (1920) y La chica del gato (1921), ambas de Carlos Arniches.
También llevó a los escenarios obras de Benito Pérez Galdós, Jacinto Benavente y quien fuera su mentor y compañero sentimental por más de treinta años Gregorio Martínez Sierra, casado con María de la O Lejárraga, con el que tuvo una hija, Katia, en 1922. Representó también el teatro de Ibsen (Casa de muñecas, 1917) y George Bernard Shaw (Pigmalión, 1920) y estrenó El maleficio de la mariposa, la primera obra de Federico García Lorca con vestuarios de Rafael Barradas y decorados de Mignoni.
Otras obras destacadas que interpretó fueron Mamá, Primavera en otoño (1911), El reino de Dios (1916), Canción de cuna (1928) - todas ellas de los Martínez Sierra -, La estrella de Justina (1925), de Luis Fernández Ardavín, Las flores (1908), Puebla de las mujeres (1912) y Mariquilla Terremoto (1930), las tres últimas de los hermanos Álvarez Quintero. También probó géneros como la pantomima, tan en boga en esos años, representando Navidad en 1916 también para la compañía de Gregorio Martínez Sierra, cuyos dos primeros actos estaban escritos en forma de pantomima y con música de Joaquín Turina y el último era teatro hablado.

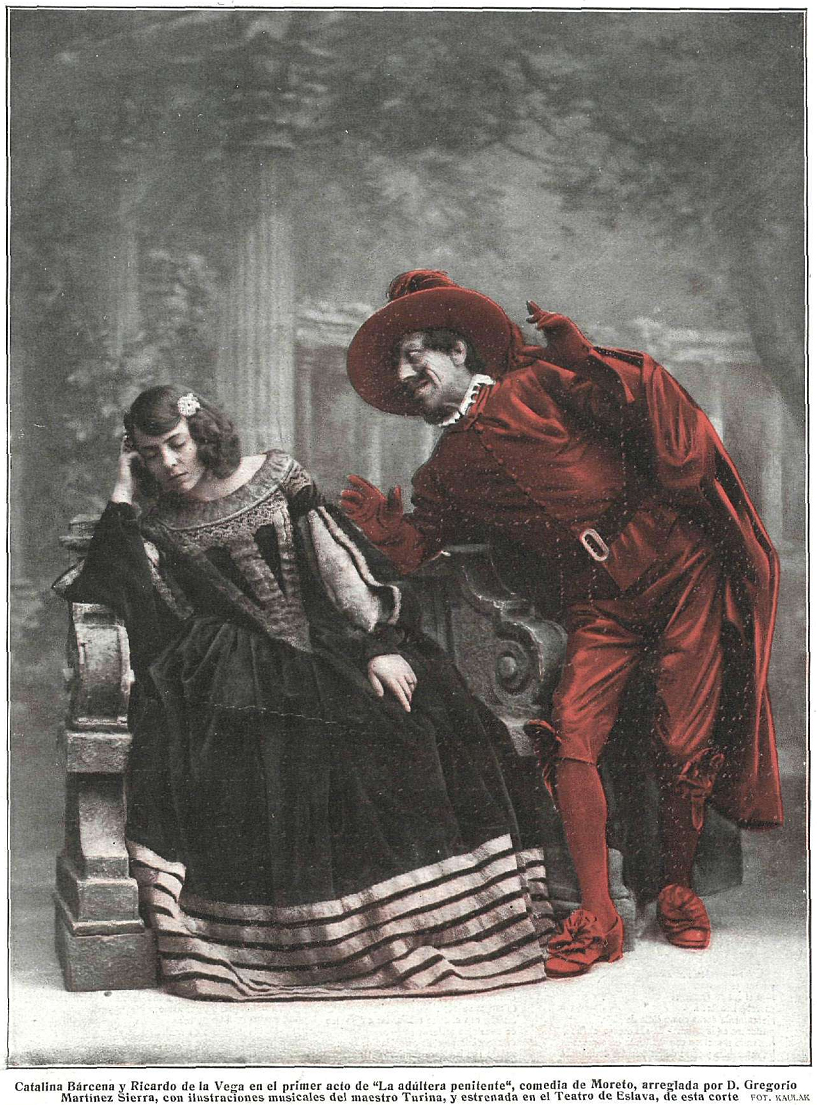
Junto a Ricardo de la Vega, en el primer acto de La adúltera penitente de Agustín Moreto, 1917.

Después de una intensa gira por Hispanoamérica junto a su costurera de confianza Antonia García, que la mantuvo alejada de España durante tres años, retornó a su país justo cuando una crisis teatral se mostraba en toda su intensidad y la industria cinematográfica vivía bajo los traumáticos efectos de la transición del mudo al sonoro.
Debutó en el cine en 1927 y en cinco años rodó con la compañía estadounidense Fox en Hollywood siete películas en español como Canción de cuna y La viuda alegre entre otras. Federico García Lorca le dedicó el poema A Catalina Bárcena.
En 1932, se divorció de Ricardo Vargas, pero Gregorio Martínez Sierra no hizo lo mismo, aunque continuaron su relación.
Durante la Guerra Civil se exilió de España por mar con su hermana María Luisa de la Cotera, que estaba casada con un capitán de marina mercante que era hijo del ingeniero barcelonés Juan Antonio Molinas Soler, el cual el mismo año que fue condecorado con la Cruz del Mérito Naval ostentaba los cargos de Presidente del Puerto de Barcelona, de los astilleros Nuevo Vulcano, la sociedad Bureau Veritas España y de la Asociación de Ingenieros de Barcelona. Gracias a los contactos de su cuñado, la familia de la Cotera desembarca en Orán y se instala en Tetuán (protectorado español de Marruecos) en 1936 a salvo de los peligros de la guerra, aunque Catalina no permanecería mucho tiempo allí y pronto se trasladaría en 1937 a Marsella, París y por último a Buenos Aires, regresando a Madrid en 1947, donde Gregorio Martínez Sierra fallecería. 
En 1948 Catalina formó la Compañía Cómico-Dramática Española como primera actriz, teniendo el debut lugar en el Teatro de la Comedia de Madrid con la obra Pigmalión de George Bernard Shaw, seguida entre otras de Cincuenta años de felicidad (1949). En 1954 representa Leyenda de una vida en el Teatro Infanta Isabel de Madrid. En 1961 rodó ¡Adiós, Mimí Pompón! junto con Fernando Fernán Gómez y José Luis López Vázquez. En 1972 recibió el Premio Nacional de Teatro.
Falleció a los 89 años, el 3 de agosto de 1978 en Madrid.
Federico García Lorca le dedicó los versos A Catalina Bárcena.[cita requerida] Posee una calle con su nombre en la ciudad de Santander (Cantabria).

## Filmografía
| Año  | Título                           | Personaje                       | Dirección                            |
| ---- | -------------------------------- | ------------------------------- | ------------------------------------ |
| 1961 | Adiós, Mimí Pompón               | Madre de Heriberto              | Luis Marquina                        |
| 1945 | Chiruca                          | Adelaida, duquesa de Valdoquiño | Benito Perojo                        |
| 1943 | Los hombres las prefieren viudas | Marisa                          | Gregorio Martínez Sierra             |
| 1942 | Tú eres la paz                   |                                 | Gregorio Martínez Sierra             |
| 1941 | Canción de cuna                  | Sor Juana de la Cruz            | Gregorio Martínez Sierra             |
| 1935 | Julieta compra un hijo           | Juliet Albornoz                 | Gregorio Martínez Sierra, Louis King |
| 1935 | Señora casada necesita marido    | Irma Karen                      | James Tinling                        |
| 1934 | La ciudad de cartón              | Teresa Collins/Diana Dane       | Louis King                           |
| 1933 | Yo, tú y ella                    | Estrella Villalba               | John Reinhardt                       |
| 1933 | Una viuda romántica              | Rosario Castellanos             | Louis King                           |
| 1933 | Primavera en otoño               | Elena Montero                   | Eugene Forde                         |
| 1931 | Mamá                             | Mercedes                        | Benito Perojo                        |
| 1928 | El secreto de la abuela          | La Abuela                       | Cándida Beltrán Rendón               |